# 教卓

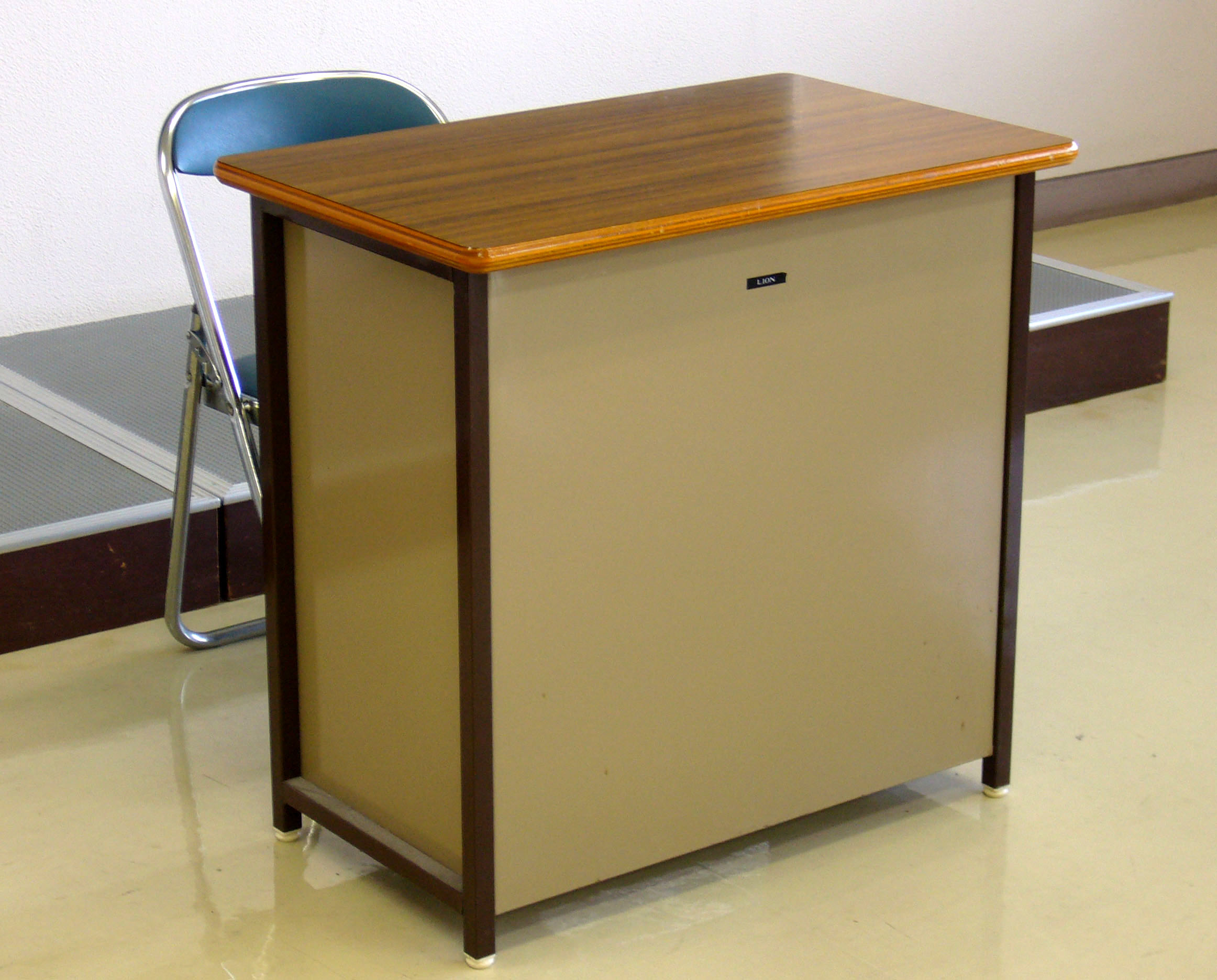
スチール製の教卓（日本）。

教卓（きょうたく）は、教授者（教員・指導者など）が教室に代表される講義用の空間で用いる机である。

## 教壇と教卓
教卓は教授者が立つ台である教壇（きょうだん）の上に置かれるもの・教壇の前の床に置かれるもの・教壇が無いまま床に置かれるものに大別できる。
なお「教壇」という語は教壇・教卓・黒板など教授者が用いる設備一式を指す語として使われる場合、ひいては学習者側に対してこれらの設備を用いる教授者側の立場を指す語として使われる場合もある。そこから教育者としての立場である「教職」を意味する換喩的な表現として使われることが多い。

## 古今東西の教卓
椅子と机の文化が一般的なヨーロッパでは、古くは中世の大学に書記机の流れを汲む教卓と椅子が一体となった形の座席が見られる。日本の場合は専ら木製床や畳などに座る文化を持つことから、武家の教育施設や江戸時代の寺子屋などに教卓は置かれず、教授者側・学習者側共に書見台や床面に座って使う背の低い書記机を用いた。
古今東西教卓と言えば大抵木製であったが、近現代では金属製品が広く一般に普及するに伴って、学習者用（現代の日本であれば、幼児・児童・生徒・学生用）の机と同じく、必ずしも木製とは限らなくなった。それでも学習者用の椅子と机に比べれば、まだ木製である場合が多い。

## ギャラリー

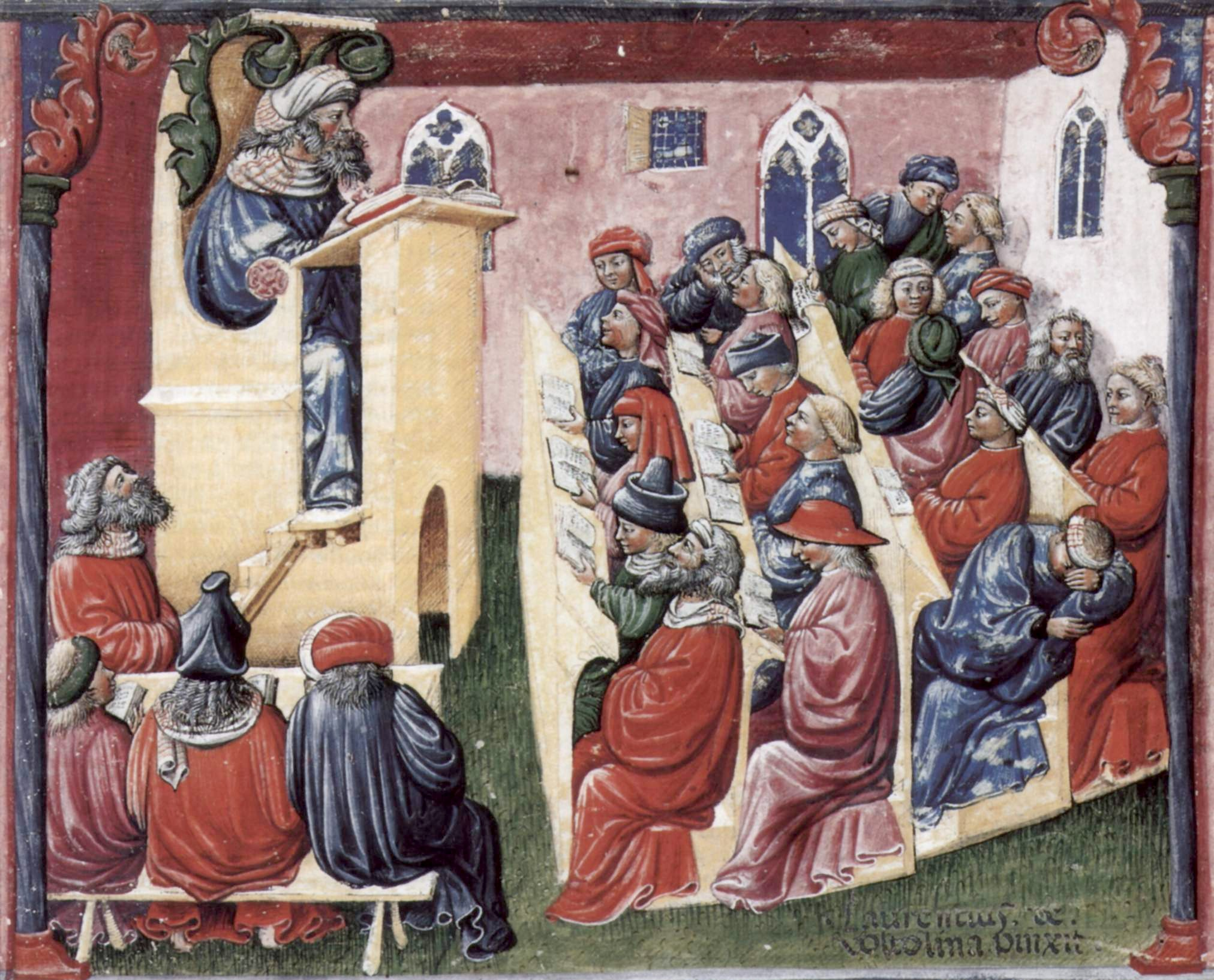
ヨーロッパ最古の総合大学であるボローニャ大学における1350年代の講義風景を描いた挿絵。 左上に書記机型の教卓と椅子が一体となった威厳ある座席に腰を下ろしている教授が見える。
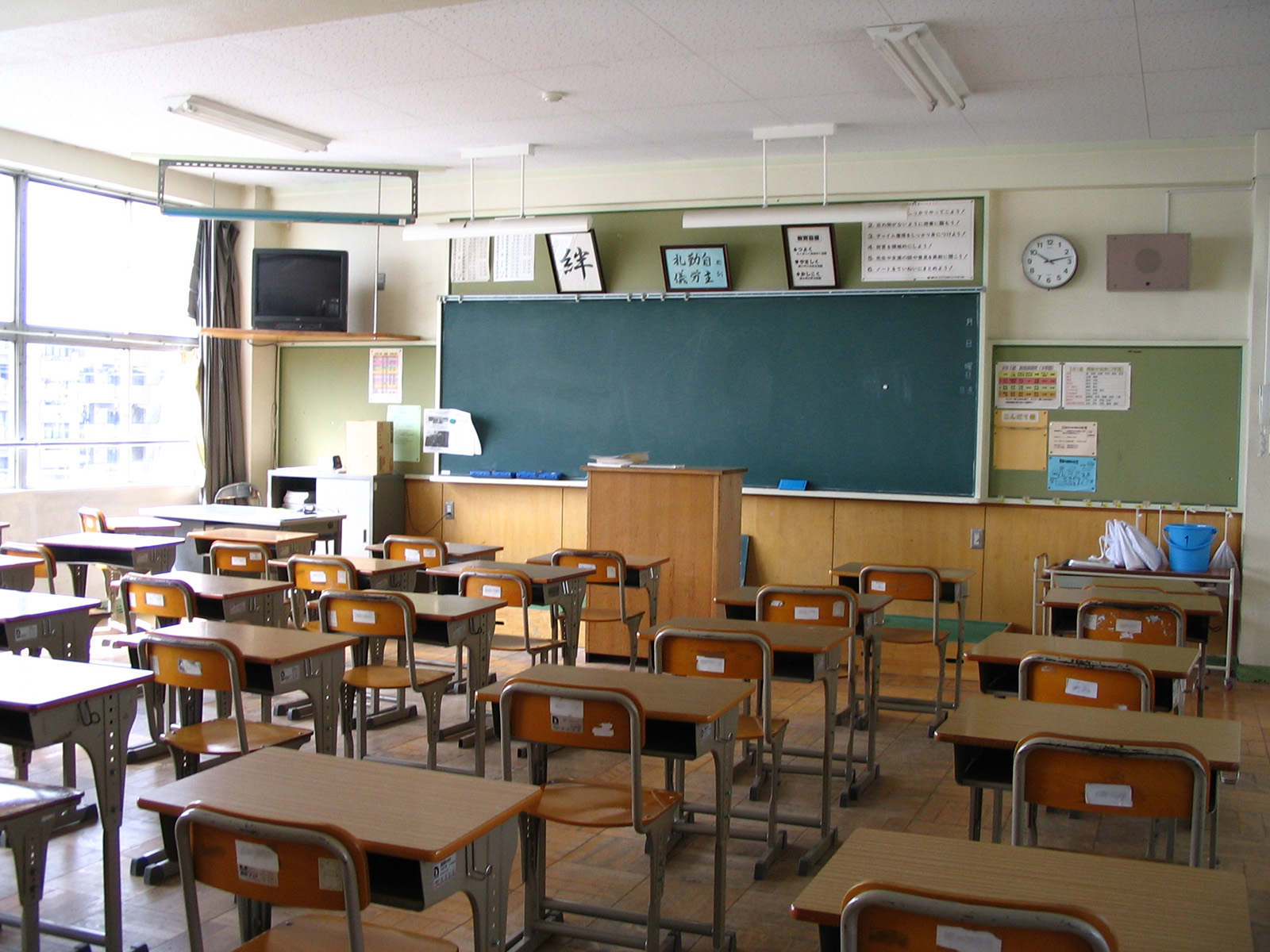
20世紀終盤から21世紀序盤にかけ、一般的な日本の中学校の教室 教壇の前の床に置くタイプの木製教卓が中央奥に見られる。
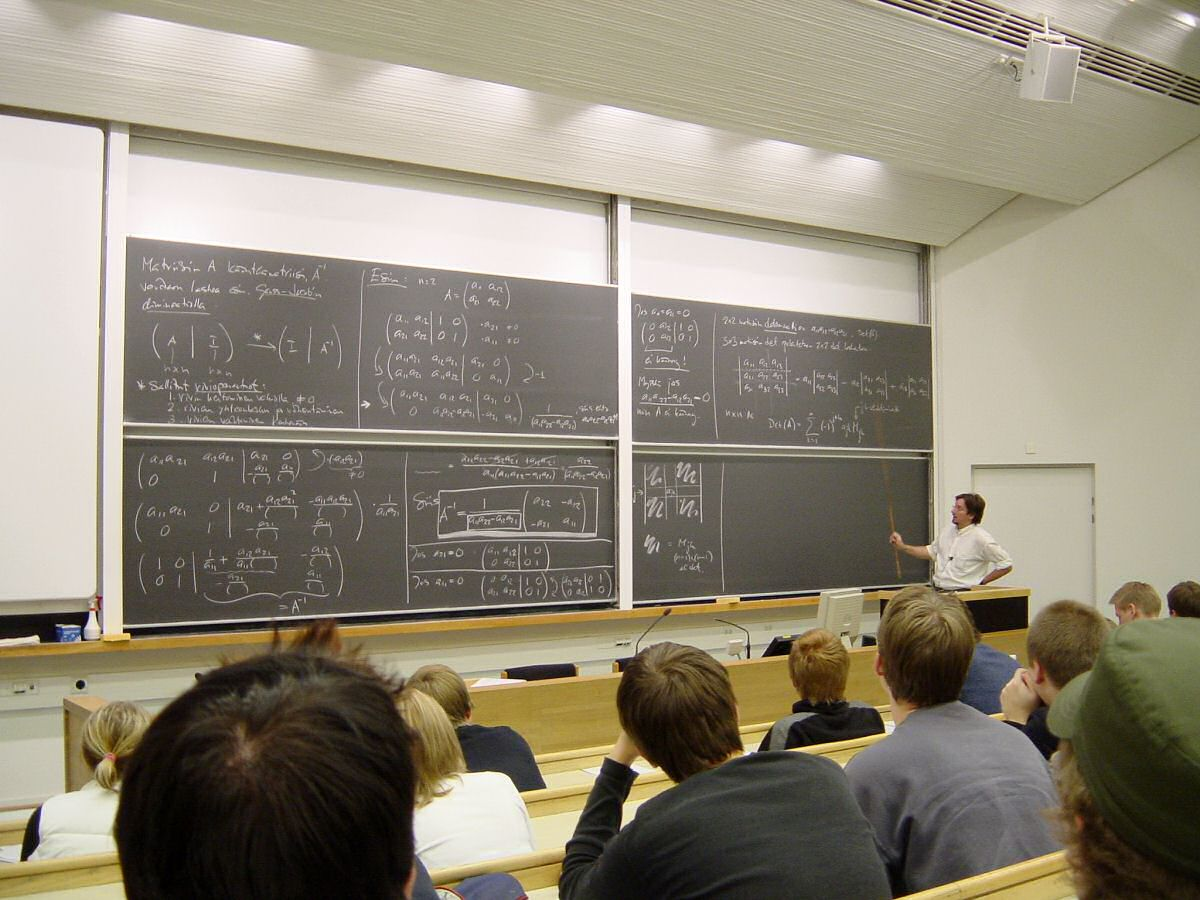
現代の大学などに多く見られる教壇の風景。 。右端に教卓が見える。